# Ron Todd
Ronald „Ron“ Todd (* 11. März 1927 in Walthamstow, London; † 30. April 2005 in Romford, London Borough of Havering) war ein britischer Gewerkschaftsfunktionär, der unter anderem zwischen 1985 und 1992 Generalsekretär der Allgemeinen Transport- und Arbeitergewerkschaft TGWU (Transport and General Workers Union) war.

## Leben
Todd war Arbeiter bei Ford, begann dort seine Arbeit als Gewerkschaftsfunktionär und war zuletzt Chefunterhändler für die Ford beschäftigten Mitarbeiter. Seine ursprüngliche Wahl zum Generalsekretär der Allgemeinen Transport- und Arbeitergewerkschaft TGWU (Transport and General Workers Union), der damals mitgliederstärksten Gewerkschaft Großbritanniens, war 1984 von Vorwürfen des Wahlbetruges und Stimmzettelfälschung überschattet. Aus diesem Grund wurde im Juli 1985 eine neue Wahl abgehalten, bei der er zum Nachfolger von Moss Evans als Generalsekretär der TGWU gewählt wurde. Seine Amtszeit wurde zu einer der schwierigsten der Arbeiterbewegung des 20. Jahrhunderts. Aufgrund der erfolgreichen Wirtschaftspolitik von Premierministerin Margaret Thatcher gingen die Mitgliederzahlen der Gewerkschaft und damit deren Einfluss zurück. 
Todd führte daraufhin fast ausschließlich Verhandlungen mit der Labour Party unter Neil Kinnock, die aber oftmals ebenfalls nicht freundschaftlich verliefen. Insbesondere wegen der Labour-Pläne zur Reform der Gesetzgebung für die Gewerkschaften kam es zu Konflikten mit Kinnock, aber auch mit Vertretern anderer Gewerkschaften. Der anhaltende Streit begründete sich insbesondere in der Absicht der Labour Party zur selektiven Reform der sogenannten gewerkschaftsschlagenden Gesetzgebung der Amtszeit von Thatcher, während viele andere Gewerkschaftsfunktionäre ein Absetzen der gesamten Gesetzgebung von der Tagesordnung forderten. 1990 sah er sich dem Vorwurf ausgesetzt, mit zweierlei Maß zu messen. Auf der Versammlung des Dachverbandes TUC (Trades Union Congress) erklärte er, dass seine Gewerkschaft den Kurs der Labour Party unterstützen würde, während er andererseits einen Antrag unterstützte, der das Gegenteil vorsah. Zuletzt sah er sich innerhalb seiner Gewerkschaft der Kritik einer moderaten Gruppe ausgesetzt, die ihn vor dem Ende seiner regulären Amtszeit absetzen wollte.
Im März 1992 wurde Todd von Bill Morris als Generalsekretär der TGWU abgelöst.